# Kodžedo
Kodžedo (též Kojedo či ostrov Koje) je ostrov v Japonském moři, u jihovýchodního pobřeží provincie Jižní Kjongsang v Jižní Koreji. S rozlohou 383,44 km2 se jedná se o největší ostrov ze souostroví, na němž se rozkládá město Kodže. Největší městem ostrova je ale Sinhyeon.
Silniční spojení s pevninou dříve zajišťovaly pouze dva přibližně 740 metrů dlouhé mosty směrem na jihozápad k Tchongjongu, jež byly v postaveny v letech 1971 a 1999. Od prosince 2010 je ostrov spojen ještě na severovýchodě 8,2 km dlouhým systémem mostů a tunelů (Busan–Geoje Bridge) s Pusanem.

## Geografie
Kodžedo má rozlohu přibližně 384 km2 a je po Čedžudu druhým největším jihokorejským ostrovem. Krajina ostrova je většinou zalesněná a hornatá. Na ostrově se nachází horské vrcholy Garan (580 m), Gyerong (554,9 m), Daegeum (437,5 m) a Googsabong (400 m). Kodžedo je známé bohatými zásobami žuly. Na jižní straně ostrova se nachází mořský národní park Hallyeo. V okolí ostrova je dalších 62 ostrovů (z nichž 10 je obydlených), na pobřeží se též nachází několik přírodních přístavů.

## Historie
Název Kodžedo má ostrov od roku 575. Během dynastie Korjo (918–1392) měl ostrov název Kodže-hyeon, v dynastii Čoson (1392–1897) byl ostrov přejmenován na Kodže-gun. V minulosti byli na ostrově ve vyhnanství korejští učenci. V rámci imdžinské války proběhla u pobřeží ostrova 5. května 1592 bitva u Okpo, v níž korejské námořnictvo porazilo japonskou flotilu. Během korejské války byl na ostrově největší korejský zajatecký tábor, ve kterém bylo 173 tisíc válečných zajatců. Tento tábor byl později restaurován a dnes slouží jako muzeum.

## Ekonomika
Stavba lodí je hlavním hospodářským odvětvím ostrova. Druhá i třetí největší loděnice v Koreji leží na tomto ostrově (v Okpo a Gohyeonu). 18 procent rozlohy ostrova je zemědělsky využíváno, kromě rýže a pšenice se zde pěstuje také tropické ovoce. Mezi další významná odvětví patří rybolov a chov ryb.

## Cestovní ruch
Ostrov má význam i v cestovním ruchu, největším lákadlem je „Osm pozoruhodností“. Nachází se zde písečné a oblázkové pláže, jež jsou díky kaméliím, borovým lesům a křišťálově čisté vodě velmi populární. Zde a na ostrovech Haegeumgang a Oedo je pěstování květin turistickým lákadlem. Pobřeží je obklopeno skalami s neobvyklými tvary.
Na sousedním ostrově Hageumgang se nachází kámen v dračí podobě, kde návštěvník může mít přání. Podle legendy se na ostrově nachází elixír věčného mládí a čínský císař Čchin Š’-chuang-ti poslal celkem tři tisíce lidí, aby jej nalezli.